# BR-262
Pour les articles homonymes, voir Route 262.

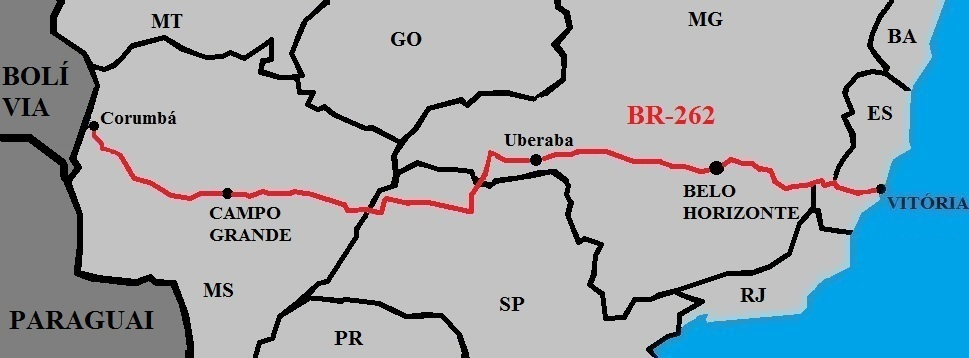
Tracé de la BR-262.

La BR-262 est une importante route fédérale transversale brésilienne qui traverse les États d'Espírito Santo, Minas Gerais, São Paulo et Mato Grosso do Sul. Son itinéraire commence dans la ville de Vitória, capitale d'Espírito Santo, en passant par des villes importantes telles que Belo Horizonte, Uberaba et Campo Grande jusqu'à ce qu'il se termine à la prochaine à la frontière avec la Bolivie, à Corumbá, Mato Grosso do Sul. Elle a une longueur de 2 295,4 km.

## Sections dupliquées de l'autoroute
Le tronçon de 84 km de Betim à Nova Serrana a été doublé en 2011.
Le tronçon de 180 km entre Viana et la frontière avec le Minas Gerais sera accordé en 2020, et le dédoublement devrait avoir lieu d'ici 2040. Le tronçon entre Viana et le quartier Victor Hugo, dans le Marechal Floriano, doit être dupliqué d'ici 2028.

## Importance économique
L'autoroute est importante pour les produits de l'agriculture, de l'élevage, de l'exploitation minière et de l'industrie brésiliens. À l'avenir, il agira également en collaboration avec le Corridor Bioocéanique, qui relie Campo Grande aux ports du nord du Chili. À l'autre extrémité, il atteint la côte d'Espírito Santo. À titre d'exemple, la production de café du Minas Gerais, ainsi que le minerai de fer du Minas Gerais à Espírito Santo, et le soja et d'autres céréales et le bœuf du Mato Grosso do Sul, sont tous largement transportés par cette autoroute.

## Tourisme
L'autoroute est d'une grande importance touristique, en particulier pour Espírito Santo, qui reçoit un grand flux de personnes du Minas Gerais vers les plages d'Espírito Santo.
Dans le Mato Grosso do Sul, la route qui longe le Pantanal est également une route touristique importante. Avec le corridor biocéanique qui reliera le Brésil au Paraguay, au nord de l'Argentine et au nord du Chili, la BR-262 servira de lien vers plusieurs destinations touristiques : l'entrée de la Cordillère des Andes, à Jujuy, en Argentine ; le désert d'Atacama, au Chili (qui relie la zone la plus inondée de la planète, le Pantanal, à la zone la plus sèche de la planète) ; et même jusqu'aux plages du Nord-Est du Brésil,.

## Galerie

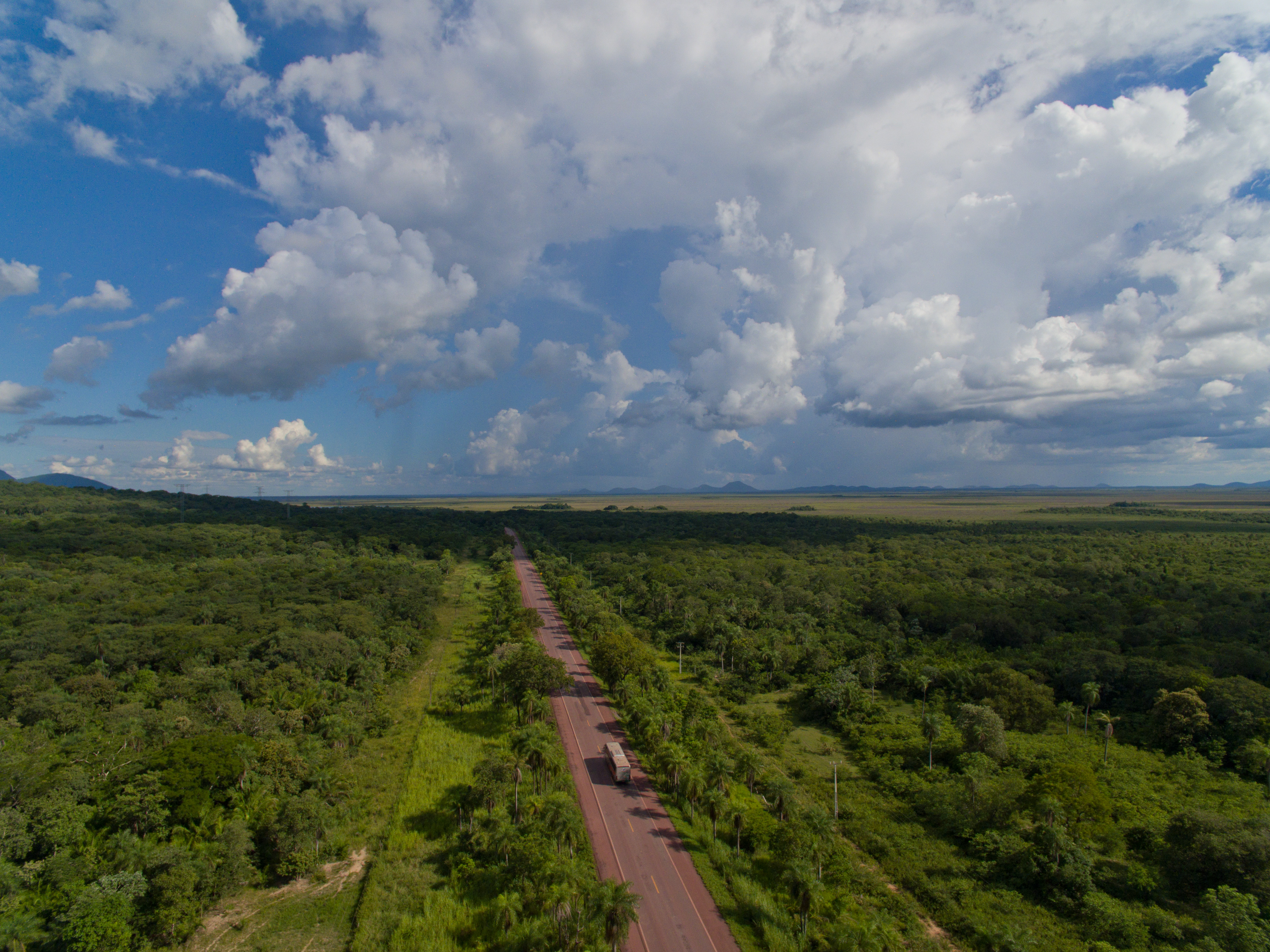
BR-262, à environ 50 km de Corumbá, Mato Grosso do Sul
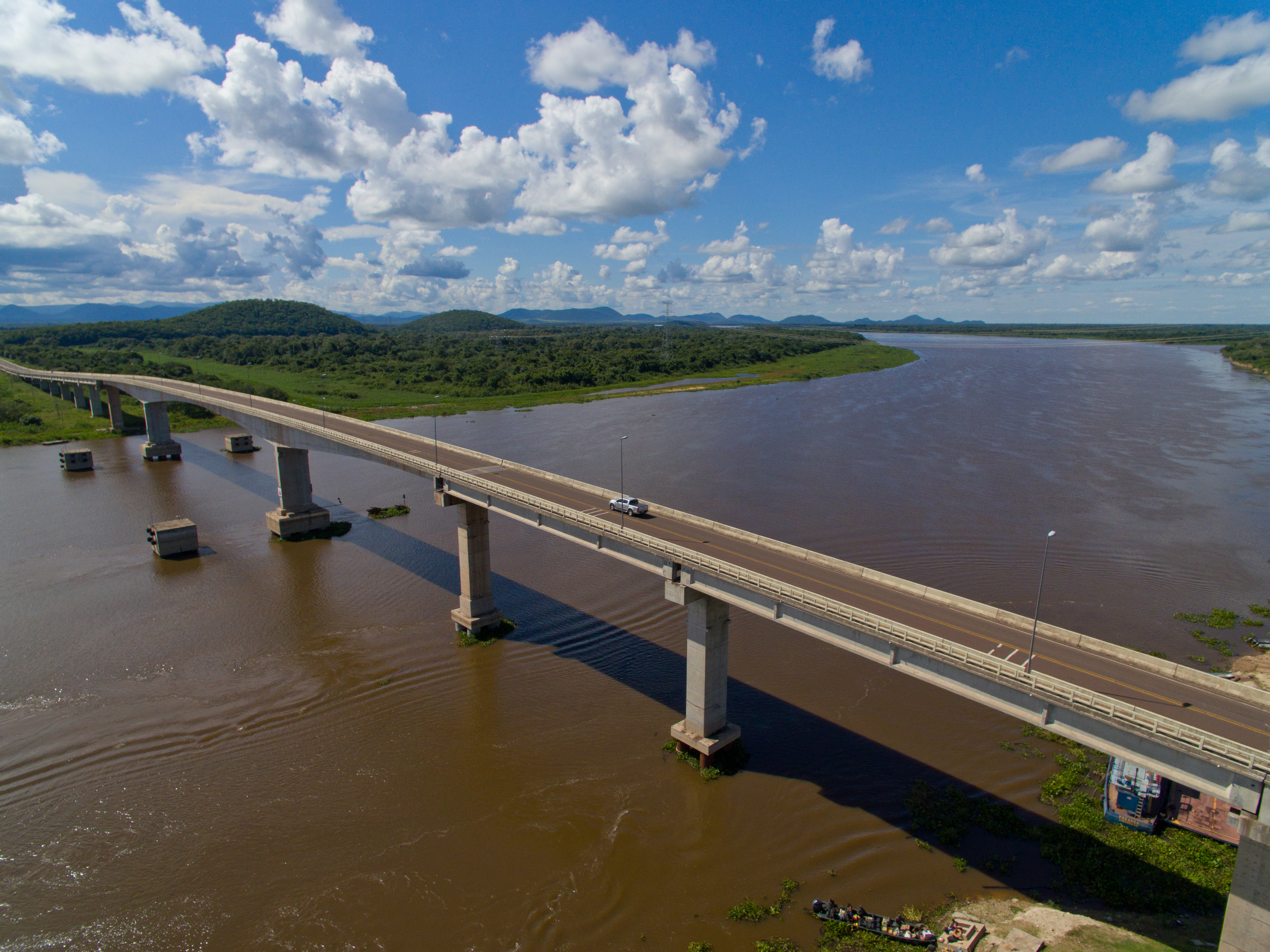
Pont du poète Manoel de Barros, à Corumbá, Mato Grosso do Sul.
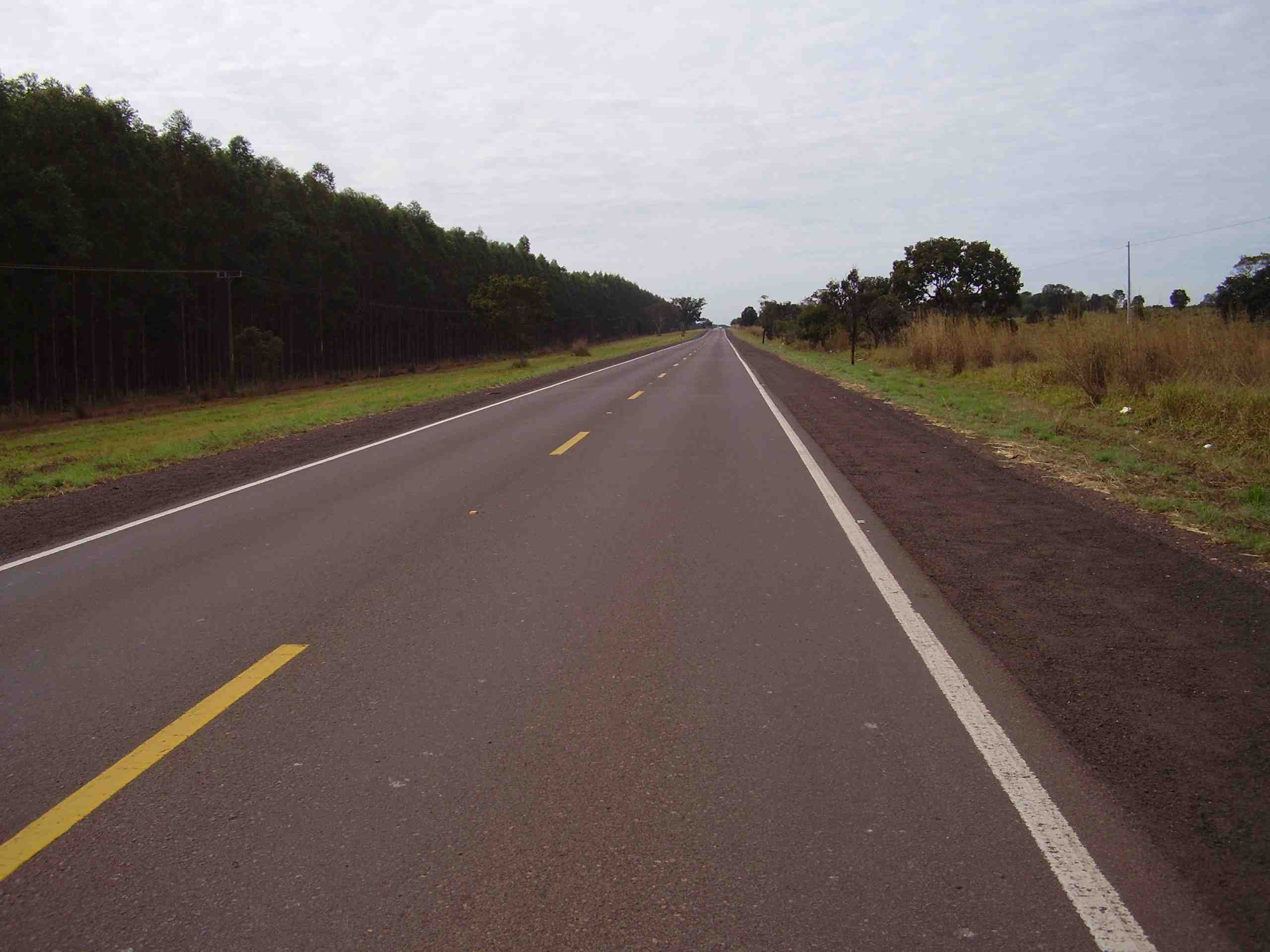
BR-262 à Mato Grosso do Sul.
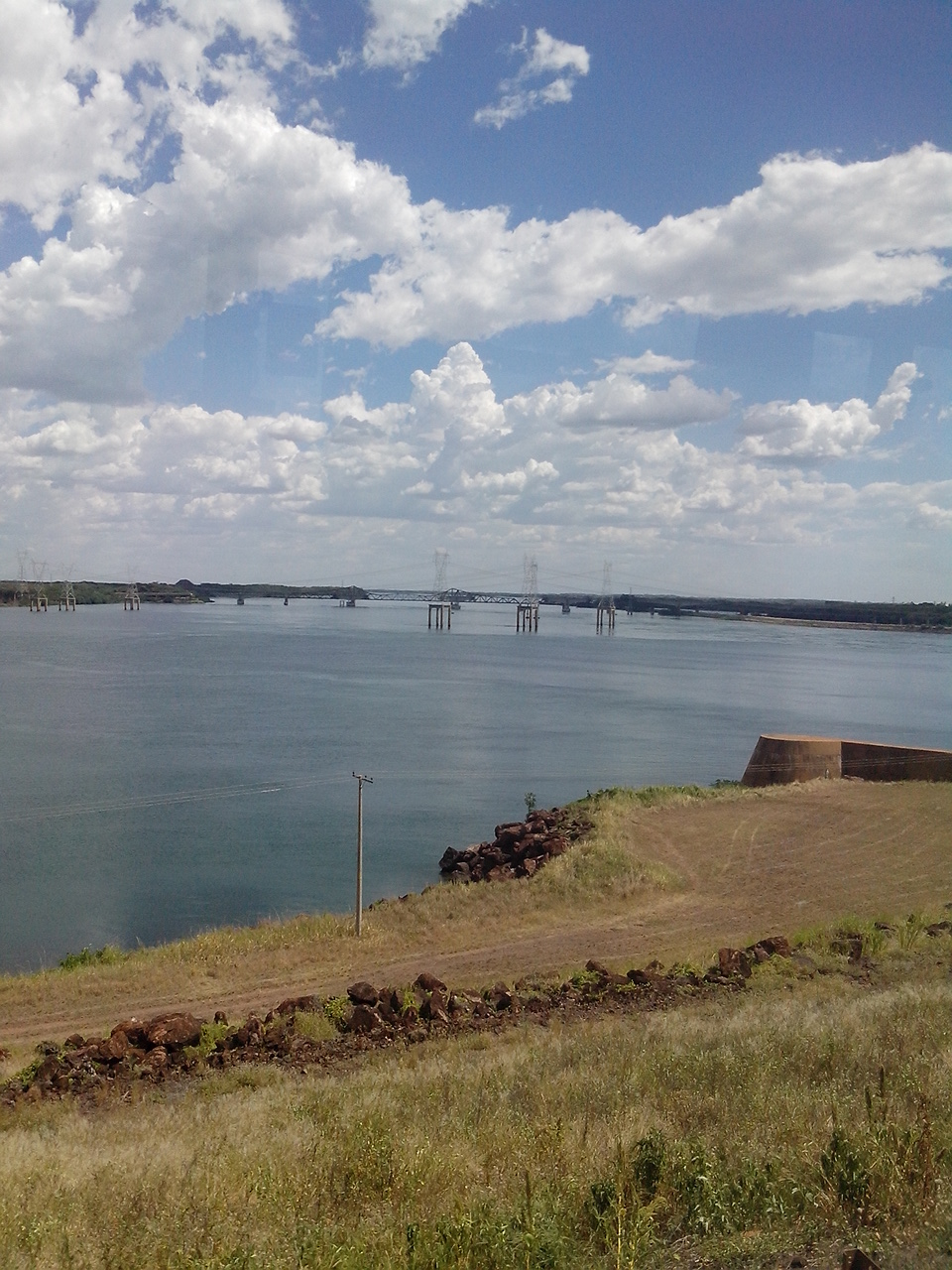
Pont de la BR-262 à Castilho, São Paulo
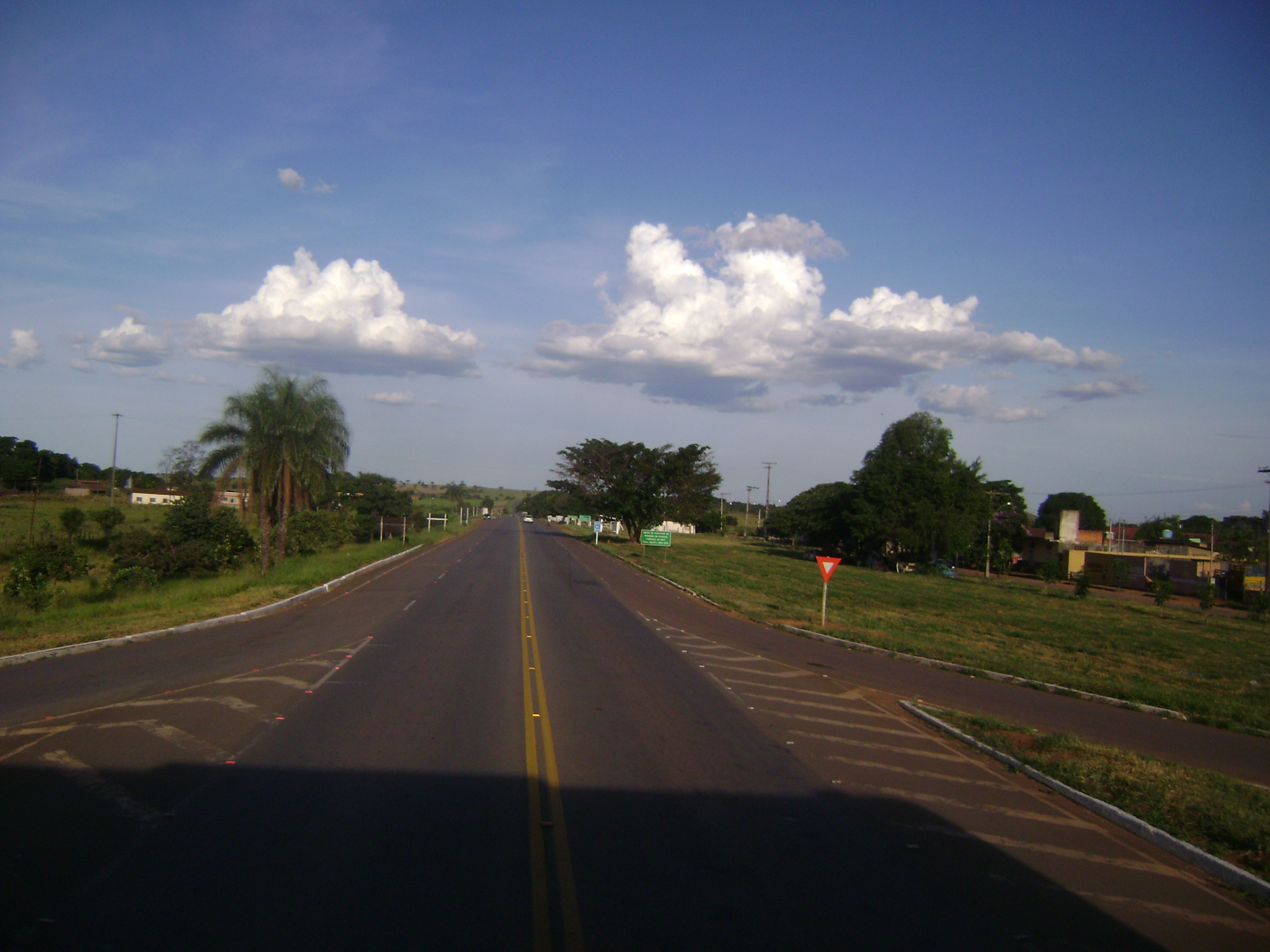
BR-262 à Luz, Minas Gerais.
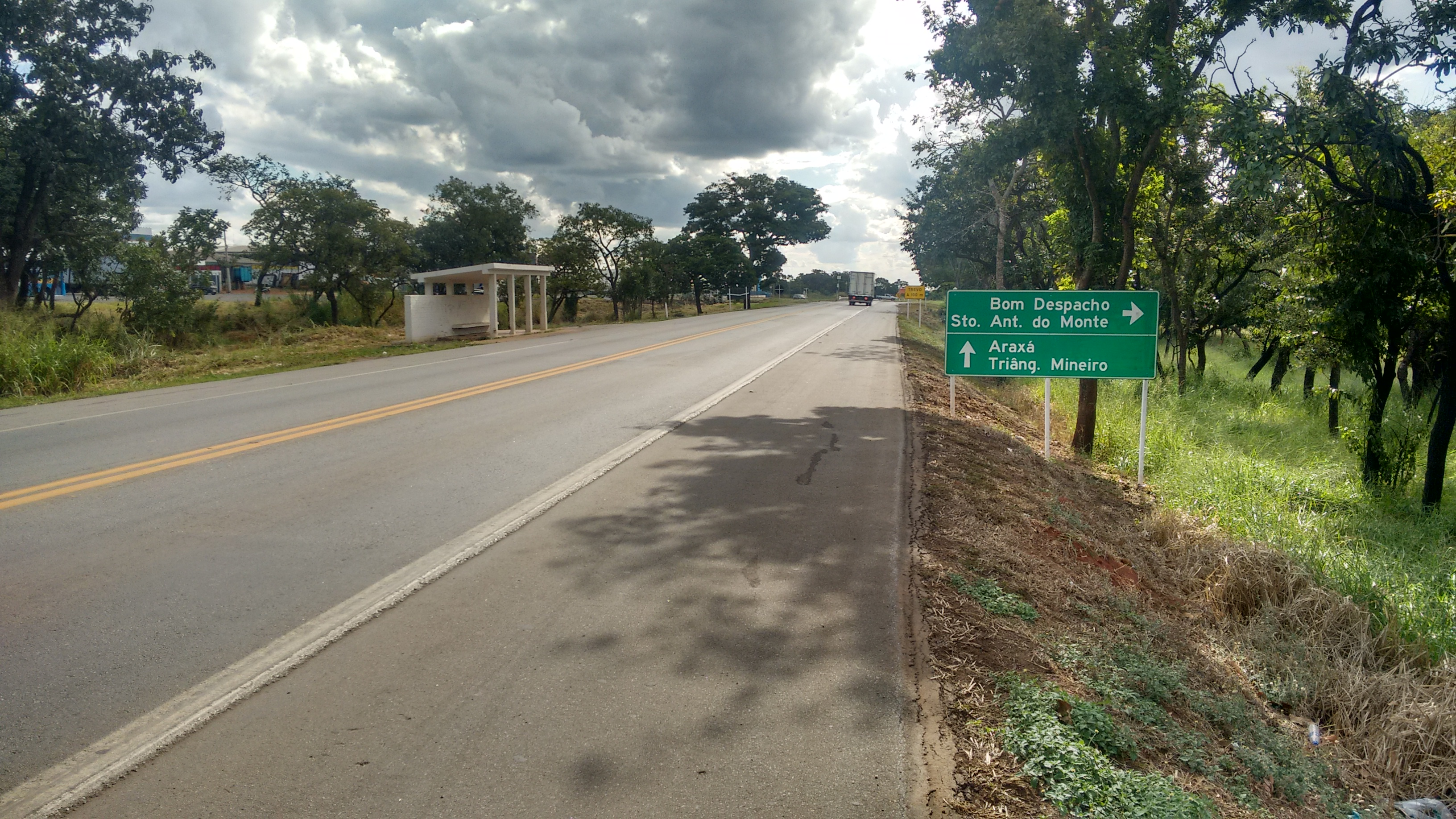
BR-262 près de Bom Despacho, Minas Gerais.
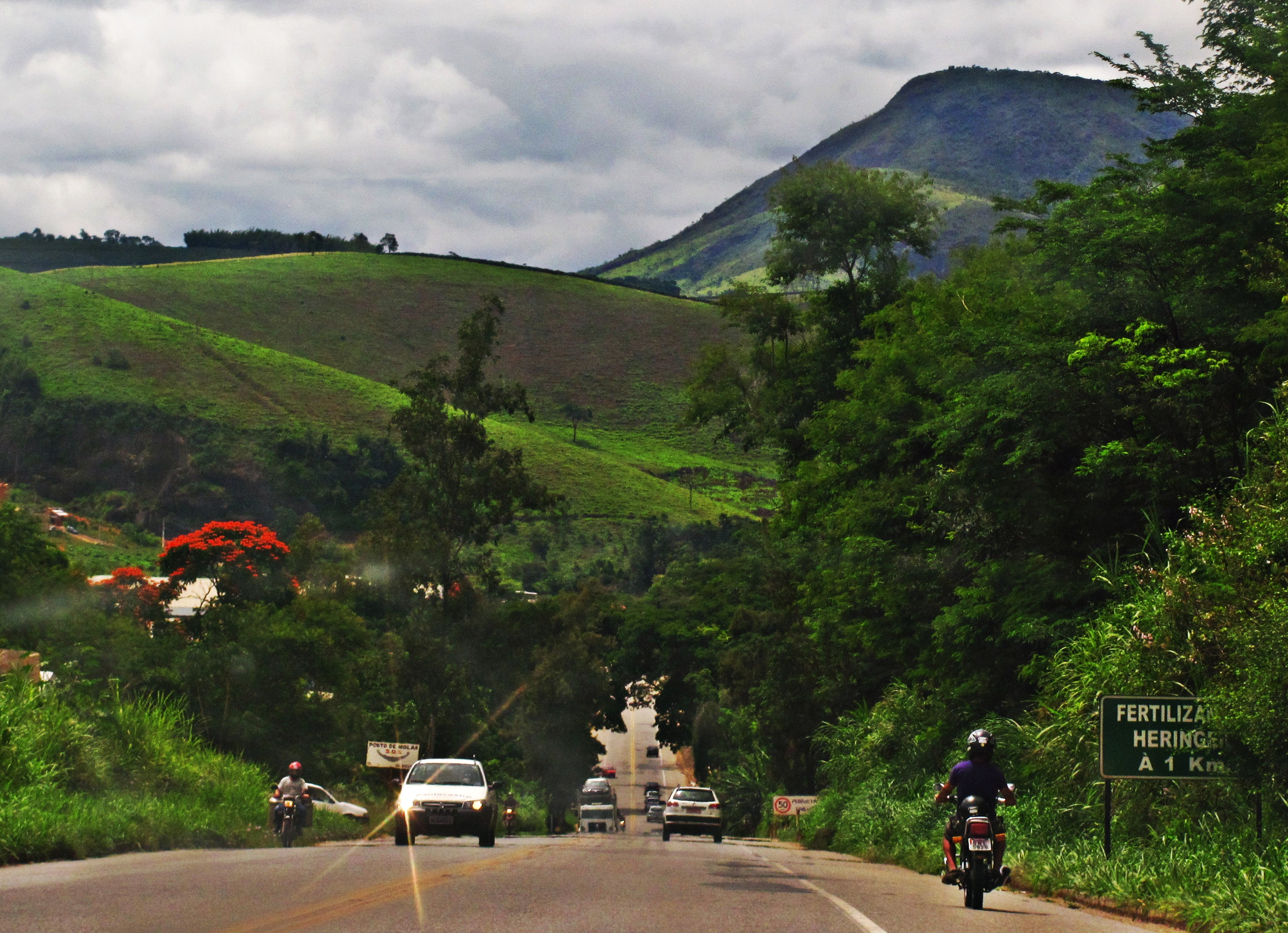
BR-262 à Manhuaçu, Minas Gerais
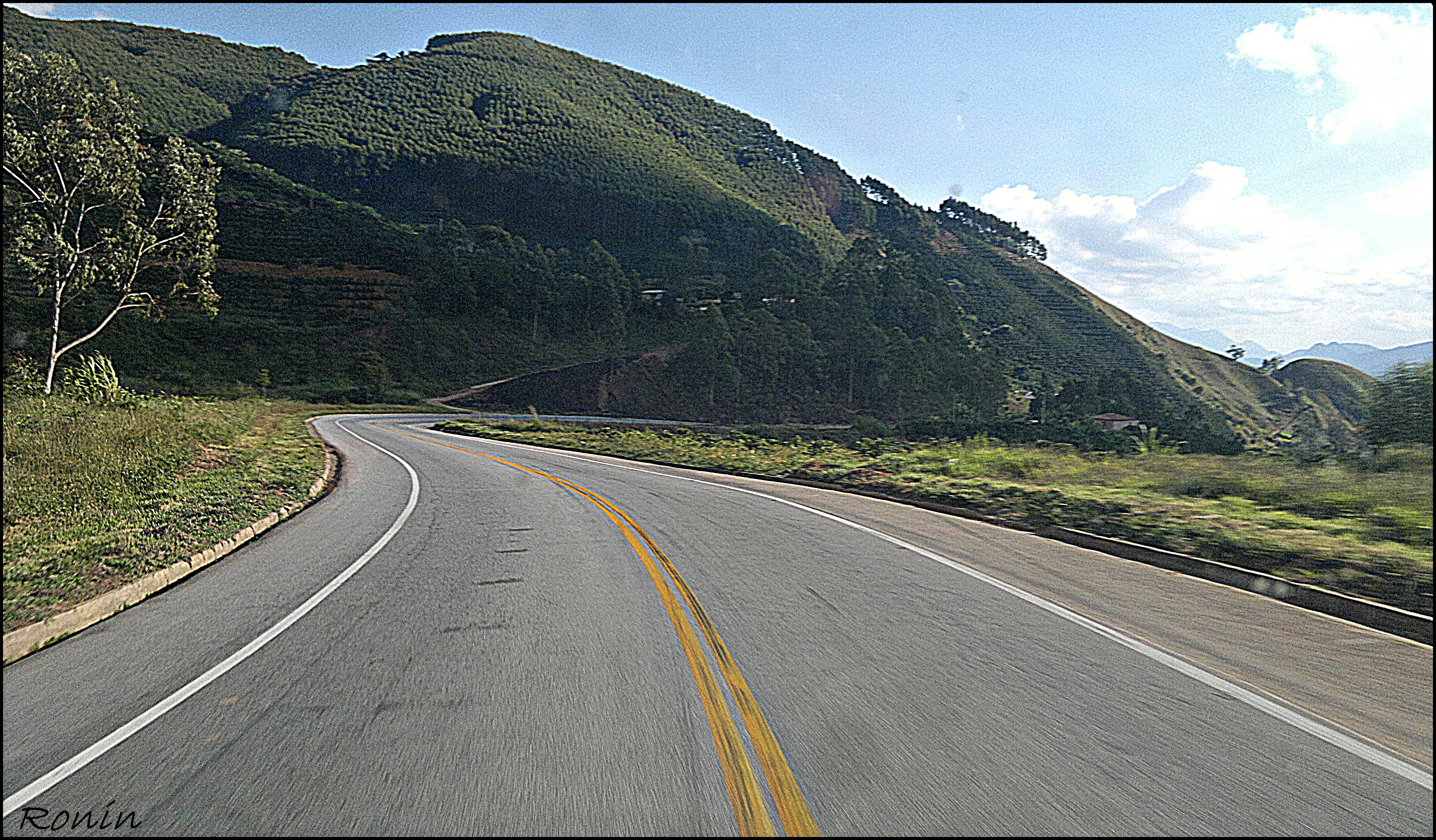
BR-262 à Ibatiba, Espírito Santo.
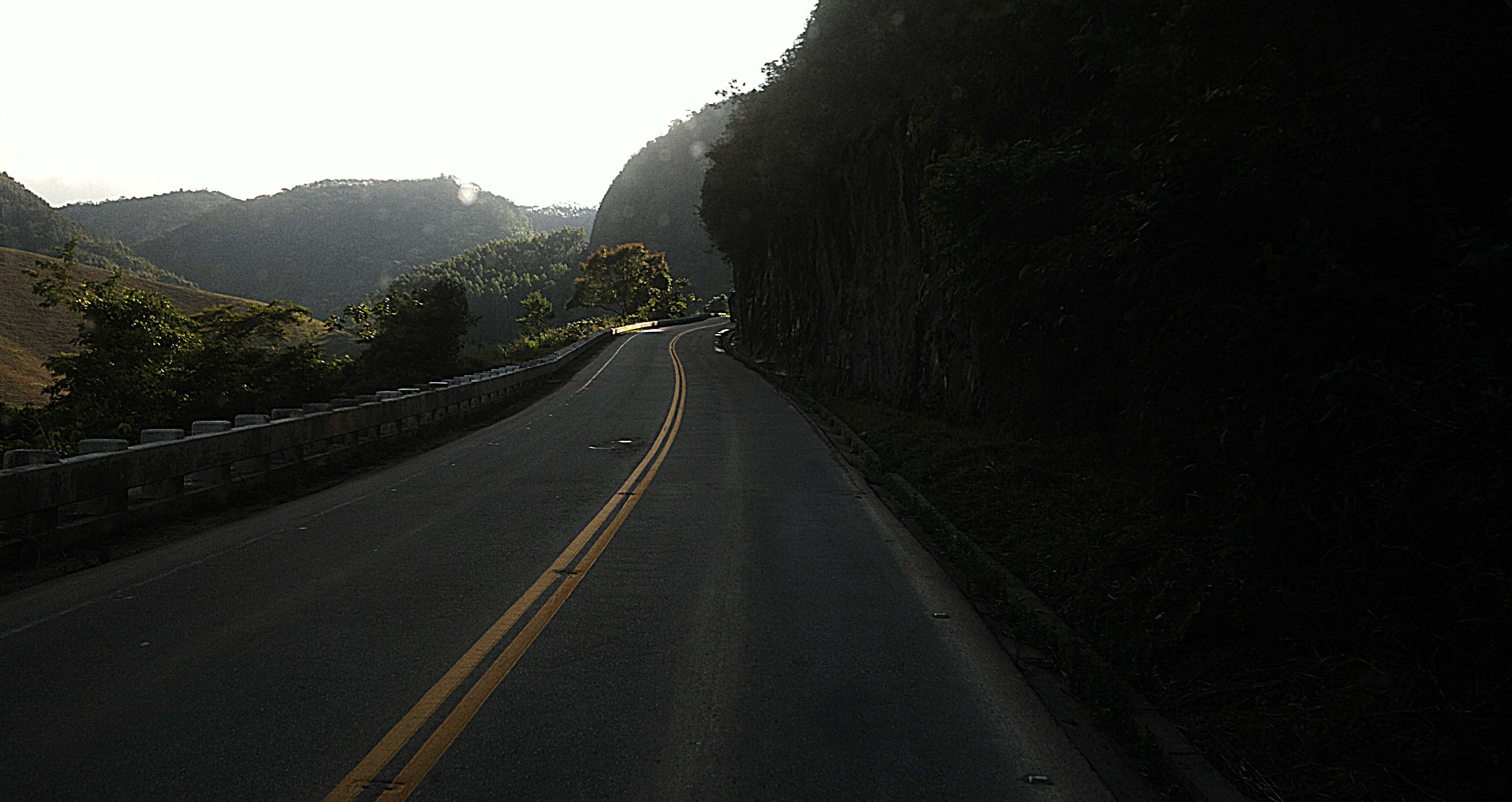
BR-262 à Conceição do Castelo, Espírito Santo.